# Піщана змія танганьїкська
Змія піщана танганьїкська (Psammophis tanganicus) — отруйна змія з піщана змія (Psammophis) родини піщаних змій (Psammophiidae).

## Опис
Загальна довжина сягає 1 м. Голова подовжена з витягнутим й загостреним рострумом. Очі великі з круглими зіницями. Тулуб тонкий, витончений, округлий у перетинанні, дуже щільний на дотик, вкритий гладенькою ромбічною лускою. Хвіст довгий та тонкий. Голова сірого кольору з малюнком з коричневих плям. По спині проходить широка темно-сіра або бурувата смуга з 2 ланцюжками невеликих коричневих плям по всій довжині. Присутній рядок лусок по хребту темно-жовтого кольору. Боки світлі з малюнком з чорних й білих плям. Шия з боків з рудим відблиском.

## Спосіб життя
Полюбляє сухі савани та напівпустелях з чагарниковою рослинністю. Харчується ящірками.
Це яйцекладна змія. Самиця відкладає до 10 яєць.

## Розповсюдження
Мешкає від південної частини Лівії до Танзанії.